# Radisson Hotels & Resorts

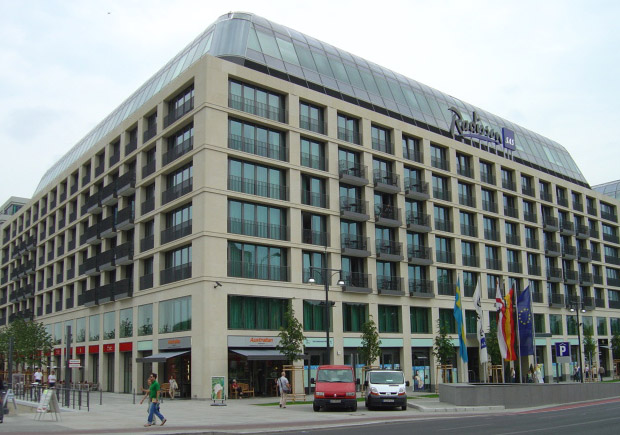
Radisson SAS Hotel i Berlin.

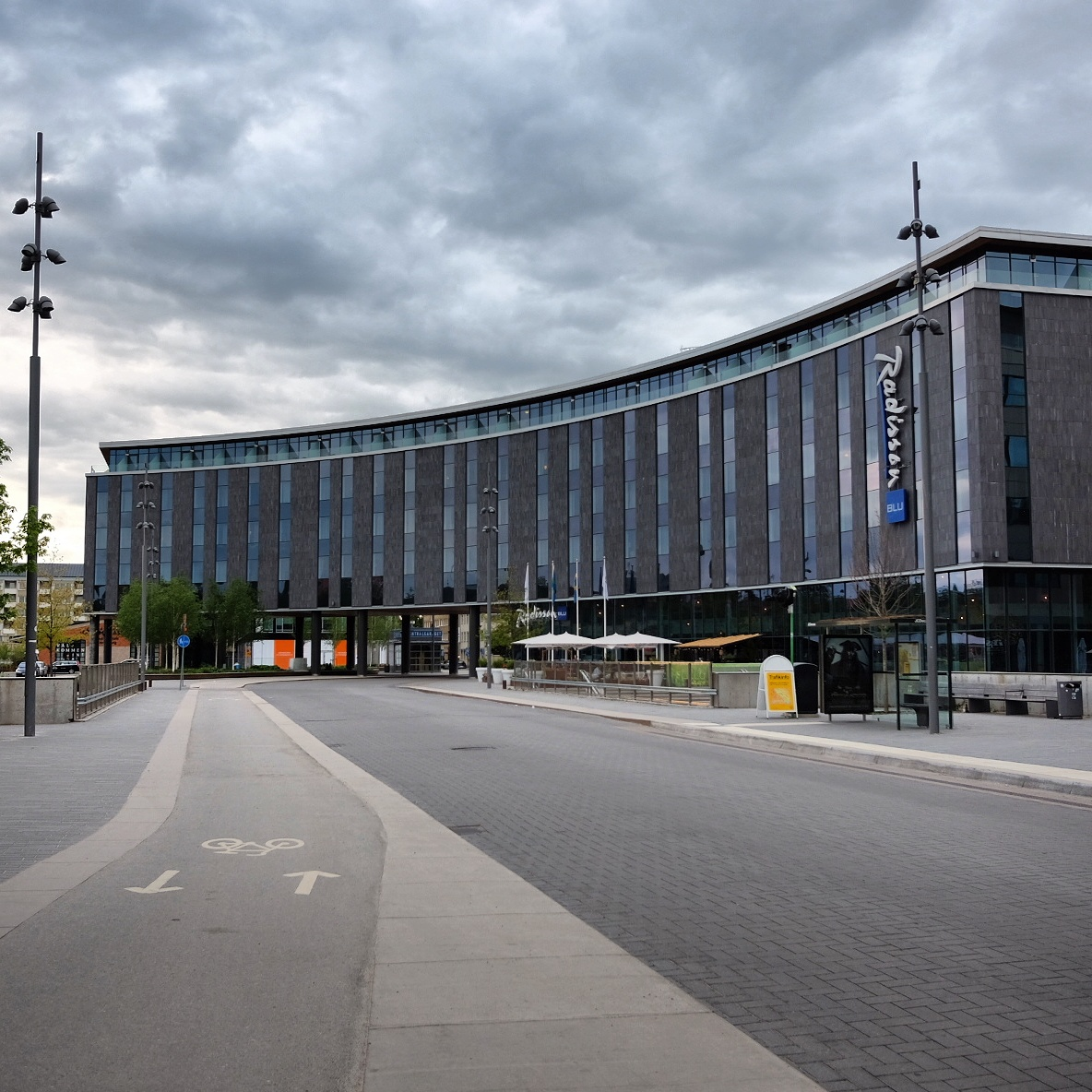
Radisson Blu i Uppsala.

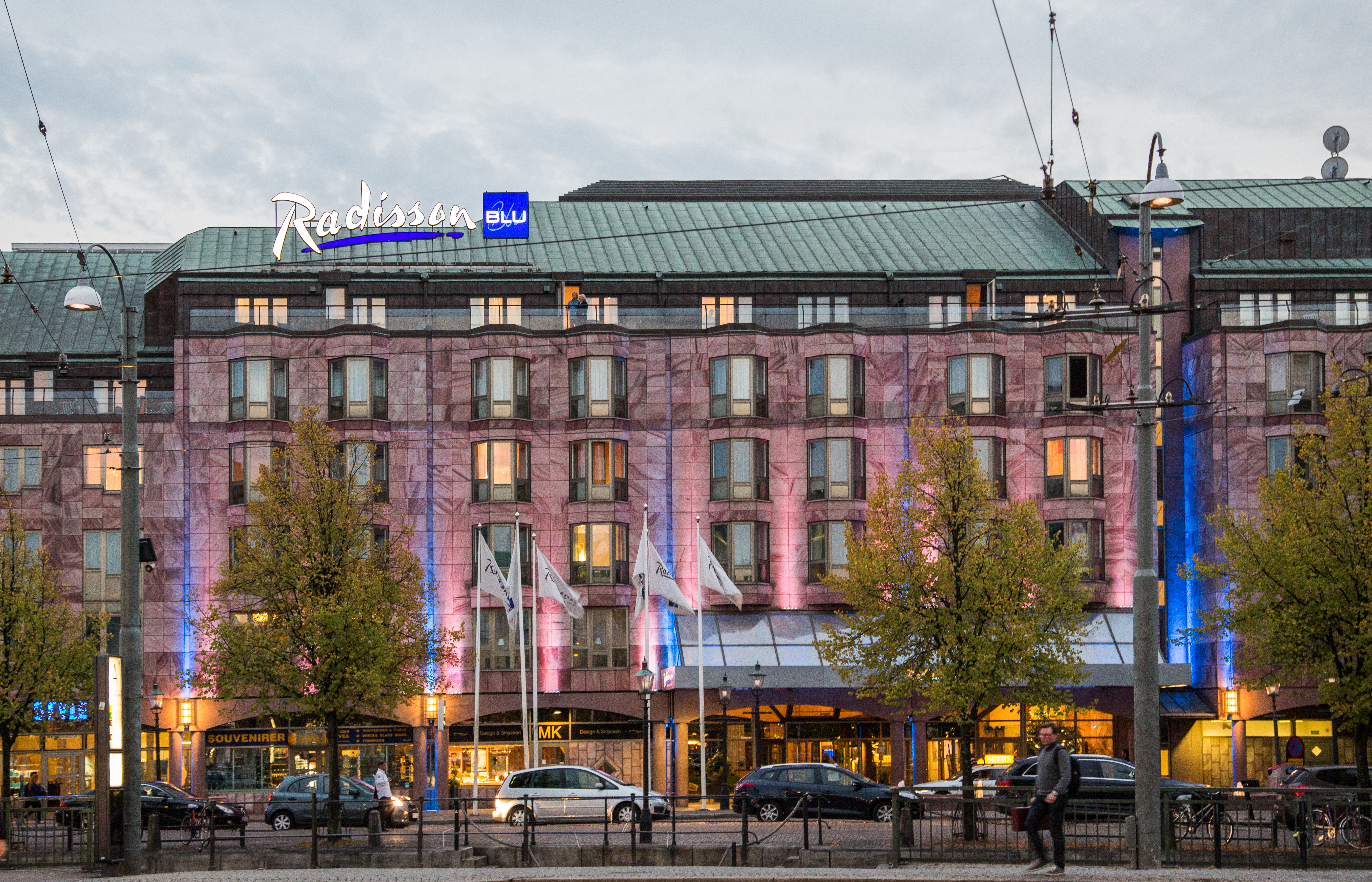
Radisson Blu Scandinavia, Göteborg

Radisson Hotels & Resorts är en internationell hotellkedja med cirka 400 hotell, med cirka 100 000 rum, i 65 länder. Det första Radissonhotellet, som fick namn efter den franske upptäcktsresanden Pierre Esprit Radisson, öppnade i Minneapolis 1909.
I delar av Europa, Afrika och Asien heter Radisson-hotellen Radisson Blu (tidigare Radisson SAS) och drivs av det belgiska hotellföretaget Rezidor Hotel Group, under ett franchise-kontrakt med Carlson som även SAS var med i tidigare. Radisson Blu har cirka 275 hotell i omkring 50 länder.

## Länder
Radisson hotell finns i följande länder:

- Aruba
- Australien
- Bahamas
- Belize
- Bolivia
- Brasilien
- Chile
- Kina
- Colombia
- Costa Rica
- Ecuador
- El Salvador
- Franska Polynesien
- Guatemala
- Indien
- Irland
- Italien
- Japan
- Kanada
- Mexiko
- Nepal
- Panama
- Storbritannien
- Sydkorea
- Thailand
- USA (inklusive Puerto Rico)
- Uruguay
- Venezuela

Radisson Blu finns i följande länder:
- Azerbajdzjan
- Bahrain
- Belgien
- Bulgarien
- Georgien
- Kina
- Tjeckien
- Danmark
- Egypten
- Estland
- Finland
- Frankrike
- Förenade arabemiraten
- Grekland
- Island
- Jordanien
- Kuwait
- Lettland
- Libanon
- Libyen
- Litauen
- Malta
- Moldavien
- Nederländerna
- Norge
- Oman
- Polen
- Portugal
- Ryssland
- Saudiarabien
- Schweiz
- Slovakien
- Storbritannien
- Sverige
- Sydafrika
- Tunisien
- Turkiet
- Tyskland
- Ukraina
- Ungern
- Uzbekistan
- Österrike

## Hotell i urval
- Radisson Blu Scandinavia, Göteborg
- Radisson Blu Riverside, Göteborg
- Strand Hotel, Stockholm
- Royal Viking, Stockholm